# Α-甲基组胺

α-甲基组胺（英語：α-Methylhistamine）是一种含氮有机化合物，分子式C
6H
11N
3，属于甲基组胺的同分异构体之一，能用做组胺H3受体的选择性激动剂。